# Parlamentswahlen im Treuhandgebiet Pazifische Inseln 1966
Die Parlamentswahlen im Treuhandgebiet Pazifische Inseln 1966 (Parliamentary elections) wurden am 8. November 1966 im Treuhandgebiet Pazifische Inseln durchgeführt.

## Wahlsystem
Das Zweikammersystem des Congress bestand aus einem Senat mit 12-Mitgliedern mit jeweils zwei Mitgliedern aus jedem der sechs Distrikte und einem House of Representatives mit 21 Mitgliedern mit Sitzen proportional zur Bevölkerung jedes Distrikts – Fünf von Truk, vier von den Marshallinseln und Ponape, drei von den Nördlichen Marianen und Palau und zwei von Yap.
Wahlen wurden alle zwei Jahre im November von geradzahligen Jahren durchgeführt für alle Mitglieder des House of Representatives und die Hälfte des Senats (ein Mitglied aus jedem Distrikt).

## Ergebnisse

### Senat
| Wahlbezirk                  | Abgeordneter        | Anmerkungen   |
| --------------------------- | ------------------- | ------------- |
| Marianas                    | Francis T. Palacios |               |
| Marshalls                   | Amata Kabua         | wiedergewählt |
| Palau                       | David Ramarui       |               |
| Ponape                      | Hirosi Ismael       |               |
| Truk                        | Andon Amaraich      | wiedegewält   |
| Yap                         | Petrus Tun          |               |
| Source: TTPI (google books) |                     |               |

### Repräsentantenhaus
| Distrikt                    | Wahlkreis     | Abgeordneter      | Anmerkungen   |
| --------------------------- | ------------- | ----------------- | ------------- |
| Marianas                    | 1st District  | Benjamin Manglona | wiedergewählt |
| Marianas                    | 2nd District  | Manuel D. Muna    | wiedergewählt |
| Marianas                    | 3rd District  | Carlos S. Camacho |               |
| Marshalls                   | 4th District  | Namo Hermios      | wiedergewählt |
| Marshalls                   | 5th District  | Henry Samuel      | wiedergewählt |
| Marshalls                   | 6th District  | Ekpap Silk        | wiedergewählt |
| Marshalls                   | 7th District  | Atlan Anien       | wiedergewählt |
| Palau                       | 8th District  | Lazarus Salii     | wiedergewählt |
| Palau                       | 9th District  | Polycarp Basilius |               |
| Palau                       | 10th District | Jacob Sawaichi    | wiedergewählt |
| Ponape                      | 11th District | Joab Sigrah       |               |
| Ponape                      | 12th District | Bethwel Henry     | Re-elected    |
| Ponape                      | 13th District | Ambilos Iehsi     |               |
| Ponape                      | 14th District | Daro Weital       |               |
| Truk                        | 15th District | Raymond Setik     |               |
| Truk                        | 16th District | Petrus Mailo      | wiedergewählt |
| Truk                        | 17th District | Soukichi Fritz    | wiedergewählt |
| Truk                        | 18th District | Mitaro Danis      | wiedergewählt |
| Truk                        | 19th District | Chutomu Nimues    | wiedergewählt |
| Yap                         | 20th District | Luke Tman         | wiedergewählt |
| Yap                         | 21st District | John N. Rugulimar | wiedergewählt |
| Source: TTPI (google books) |               |                   |               |